# Football en Martinique
Le football en Martinique, (Collectivité territoriale française des Petites Antilles) est le sport le plus populaire avec 12 149 licenciés et 63 clubs affiliés à la Ligue de football de la Martinique. La LFM est membre de la CONCACAF et affiliée à la FFF.

## Football masculin

### Championnats masculins

#### Forme actuelle
Bien que membre de la Fédération française, les clubs de la Ligue de Martinique ne peuvent pas accéder aux championnats nationaux et la Martinique dispose de sa propre structure pyramidale indépendante.
| Niveau | Championnat                                             |
| ------ | ------------------------------------------------------- |
| 1      | Régionale 1 (R1) 14 clubs                               |
|        | 2 montées 2 descentes                                   |
| 2      | Régionale 2 (R2) 14 clubs                               |
|        | 3 montées 3 descentes                                   |
| 3      | Régionale 3 (R3) 3 groupes de 11 ou 12 clubs (35 clubs) |

### Coupes masculines
- Coupe de la Martinique
- Coupe de France : Zone Martinique

Il s'agit de la seule compétition nationale à laquelle participe les clubs martiniquais. Depuis 2014, deux clubs de Martinique rejoigne le tableau national à l'occasion du 7e tour.

### Compétitions internationales/interrégionales de club
- Championnat des clubs caribéens de la CONCACAF
- Ligue de la CONCACAF
- Ligue des champions de la CONCACAF
- Ligue Antilles
- Trophée des clubs champions des Antilles-Guyane

### Sélection nationale masculine
L'équipe de Martinique de football représente la Martinique dans le football international.
- Ligue des nations de la CONCACAF (à partir de 2018)
- Gold Cup
- Coupe caribéenne des nations (de 1978 à 2017)
- Coupe de l'Outre-Mer de football (de 2008 à 2012)

## Football féminin

### Championnat féminin
Il existe un championnat féminin unique regroupant 9 clubs en 2018.

### Sélection nationale féminine
L'équipe de Martinique féminine de football représente la Martinique dans le football féminin international.
- Championnat féminin de la CONCACAF

## Les stades
Les principaux stades de l'île sont :
- Stade Pierre-Aliker ;
- Stade Louis-Achille ;
- Stade Georges-Gratiant ;
- Stade municipal En Camée.